# Home Assistant
Home Assistant (HA) — программное обеспечение с открытым исходным кодом для домашней автоматизации, поддерживает устройства разных производителей, обеспечивает создание сложных сценариев автоматизации с возможностью использования голосовых помощников и визуализацией посредством веб-интерфейса, а также приложений для мобильных устройств.
Возможности:
- поддержка основных коммуникационных стандартов, включая Wi-Fi, BlueTooth, Z-Wave, ZigBee и Matter;
- решения множества компонентов домашней автоматизации различных производителей;
- организация охранной сигнализации и видеонаблюдения для домашней системы безопасности.

Платформа поддерживает несколько вариантов установки:
- HA Operating System (рекомендован разработчиком): устанавливает программу как операционную для работы в задачах домашней автоматизации, включает ядро, функцию Supervisor для управления ядром, набор предустановленных плагинов для интеграции устройств и обращения к сервисам;
- HA Core: ручная установка ядра с использованием виртуального окружения Python (подходит для опытных пользователей), даёт полный доступ к платформе, требует минимальных знаний об операционной системе и умения работать с окружением Python и командной строкой;
- HA Supervised: установка ядра платформы с функцией Supervisor в ручном режиме (подходит для опытных пользователей), предоставляет самый полный контроль над системой, но в этом случае работает только с Linux.
- HA Container: установка ядра в Docker-контейнерах.

По умолчанию для базы данных исторических данных используется SQLite. Интерфейс с базами данных реализован на SQLAlchemy, благодаря чему поддерживается достаточно широкий набор реляционных СУБД, в частности, MySQL, MariaDB, PostgreSQL, Microsoft SQL Server.
Для конфигураций и настроек используется синтаксис YAML. Хотя большинство интеграций настраивается через пользовательский интерфейс, для некоторых задач необходимо редактировать основной файл конфигурации (например, указать, в какую базу данных вести запись, или установить обратный прокси).